# Akinosuke no Yume
Akinosuke no Yume (あきのすけの夢 lit. El sueño de Akinosuke?) es un cuento folclórico japonés, hecho famoso fuera de Japón por el autor Lafcadio Hearn en su libro Kwaidan, una recopilación de varios cuentos japoneses. Se trata de la adaptación japonesa de El gobernador de Nanke, un relato chino que data de la dinastía Tang. Sin embargo, presenta algunas diferencias del relato original.

## Historia
Akinosuke es un joven granjero que vive en el Japón feudal; lleva una vida tranquila y disfruta tomar siestas debajo de un gran cedro en su jardín. Un día, mientras se encontraba sentado debajo del árbol comiendo y conversando con algunos amigos, Akinosuke comienza a sentirse cansado y cae dormido. Al despertar, descubre que aún se encuentra debajo del árbol pero sus amigos se han ido. Confundido, Akinosuke ve pasar a una procesión real. La procesión se le acerca y le informa que el rey de Tokoyo (un mundo de sueños que Hearn compara con la tierra mítica de Hōrai) solicita su presencia en su corte. Akinosuke acepta acompañar la procesión y cuando llega al palacio, es invitado ante el rey. Para su sorpresa, el rey le ofrece a Akinosuke a su hija en matrimonio y ambos se casan de inmediato.
El matrimonio es uno sumamente feliz y Akinosuke es nombrado gobernador de una tierra cercana; una isla idílica con abundantes cultivos y sin crímenes. Akinosuke y su esposa tienen siete hijos y viven felices en la isla por muchos años. Sin embargo, un día, la esposa de Akinosuke enferma y muere repentinamente. Un afligido Akinosuke da su mejor esfuerzo para organizar un funeral apropiado y erige un gran monumento en la memoria de su amada esposa. Poco después, el rey le informa a Akinosuke que será enviado de regreso a su hogar puesto que ya no forma parte del reino, asegurándole que sus hijos serán bien cuidados. Mientras es transportado en un palanquín, Akinosuke cae dormido una vez más y despierta sentado debajo del cedro con sus amigos charlando como si nada hubiera pasado.
Extrañado, Akinosuke pregunta que ha sucedido. Uno de sus amigos le dice que solo estuvo dormido por unos minutos, pero que mientras dormía sucedió algo extraño: una pequeña mariposa amarilla emergió de su boca. La mariposa cayó entonces en una fila de hormigas y fue arrastrada por estas. Justo antes de que Akinosuke despertara, la mariposa reapareció debajo del árbol. Sus amigos se preguntan si la mariposa podría haber sido el alma de Akinosuke, y el grupo decide investigar. Debajo del cedro, encuentran un gran hormiguero y Akinosuke se da cuenta de que era el reino que visitó en su sueño. Buscando su isla, Akinosuke encuentra un nido separado e investiga más, encuentra una pequeña piedra que se asemeja a un monumento funerario. Excavando debajo de él, encuentra una pequeña hormiga hembra enterrada en un ataúd de arcilla.